# Hayuma Tanaka
Hayuma Tanaka (Matsumoto, Prefectura de Nagano, Japó, 31 de juliol de 1982) és un futbolista japonès.

## Selecció japonesa
Hayuma Tanaka va disputar 1 partits amb la selecció japonesa.